# Peter Kohde
Peter Kohde (* 9. Juni 1954) war Fußballspieler in der DDR-Oberliga, der höchsten Spielklasse des DDR-Fußballverbandes. Dort spielte er für den 1. FC Magdeburg, mit dem er 1974 und 1975 Fußballmeister wurde. Er ist neunfacher Nachwuchs-Nationalspieler.
Im Alter von 14 Jahren meldete sich Kohde von der BSG Lok Salzwedel kommend beim 1. FC Magdeburg an. In dessen Juniorenmannschaft machte er nachdrücklich auf sich aufmerksam, sodass er 1970 in den Kader der Junioren-Nationalmannschaft berufen wurde. Mit dieser Mannschaft bestritt er neun Länderspiele. Trotz dieser Referenzen spielte Kohde nach seiner Juniorenzeit zunächst nur in der 2. Mannschaft des FCM. Erst am 26. Januar 1974 wurde er zum ersten Mal in einem Oberligapunktspiel eingesetzt. In der Begegnung Wismut Aue – 1. FCM wurde er in der 58. Minute für den Linksaußenstürmer Wolfgang Steinbach eingesetzt. Zu mehr Oberligaeinsätzen kam es in der Saison 1973/74 nicht mehr, mit seinem Minimaleinsatz von 32 Minuten hatte er aber einen Anteil am Gewinn der DDR-Meisterschaft. Gleiches wiederholte sich 1974/75, als Kohde mit zwei Oberligaeinsätzen erneut DDR-Meister wurde. Ehe er 1979 den Magdeburger Klub verließ, kam der 1,78 m große Mittelfeldspieler auf insgesamt 19 Erstligaspiele. Eine bessere Bilanz weist er in den Pokalspielen zwischen 1973 und 1979 auf. Von den 34 Spielen im DDR-Pokal bestritt er fünf Begegnungen, in den 35 Magdeburger Europapokalspielen während dieser Zeit kam er sechsmal zum Einsatz. In den siegreichen Pokalendspielen 1974 (Europapokal der Pokalsieger) sowie 1978 und 1979 (DDR-Pokal) kam er allerdings nicht zum Einsatz. Die meisten Spiele für den FCM bestritt Kohde mit der 2. Mannschaft in der zweitklassigen DDR-Liga, ab 1976 in der Nachwuchsoberliga.
* Oberligaeinsätze:
- - 1973/74: 1
  - 1974/75: 2
  - 1975/76: 2
  - 1976/77: 7
  - 1977/78: 6
  - 1978/79: 1

Angesichts dieser Bilanz verließ Kohde zum Ende der Saison 1978/79 den 1. FC Magdeburg und meldete sich beim DDR-Ligisten Stahl Blankenburg an. Abgesehen von seiner Militärzeit von 1980 bis 1981, während der er bei der drittklassigen Armeesportgemeinschaft Vorwärts Havelberg spielte, blieb Kohde bis zum Ende seiner aktiven Laufbahn in Blankenburg, wo er bis 1983 in der DDR-Liga, danach in der drittklassigen Bezirksliga Magdeburg spielte.